# Aleksei Tammiste
Aleksei Tammiste (Türi, 29 luglio 1946) è un ex cestista sovietico.

## Carriera
Con l'Unione Sovietica ha disputato i Campionati europei del 1971.